# Wilhelmina Drucker
Pour les articles homonymes, voir Drucker.
Wilhelmina Drucker est une militante politique et femme de lettres néerlandaise, née Wilhelmina Elizabeth Lensing le 30 septembre 1847 à Amsterdam et morte le 5 décembre 1925 à Amsterdam. Considérée comme une des premières féministes néerlandaises, elle a également milité contre la guerre. Elle a aussi publié sous plusieurs noms de plume : Gipsy, Gitano et E. Prezcier. Le mouvement féministe Dolle Mina, fondé en 1969, porte son nom.

## Biographie
Wilhelmina Elizabeth Lensing est née à Amsterdam le 30 septembre 1847. Elle est la fille d'un banquier, Louis Drucker, mais celui-ci refuse de se marier avec Constantia Christina Lensing, une couturière avec qui il a pourtant eu deux filles dont Wilhelmina. Cela empêche la reconnaissance légale de ce lien de parenté et contraint la mère et ses filles à vivre dans des conditions difficiles. Wilhelina Drucker porte toutefois son nom,.
Elle commence à travailler comme couturière.
À partir de 1886, elle assiste à des réunions de divers partis et mouvements politiques, comme la Ligue sociale-démocrate (SDB), l'Association néerlandaise des droits électoraux et de vote (nl) et l'Association des libres penseurs De Dageraad (nl), où se rencontrent socialistes, radicaux, démocrates et libres penseurs. Influencée par les idées socialistes, elle analyse sa propre expérience sociale et la confronte à un contexte plus large pour comprendre les différents mécanismes sociaux qui affectent les femmes. En 1885, sous le nom de plume E. Prezcier, elle coécrit avec sa sœur Louise (qui signe G. Prezcier), le roman à clef George David, où elle attaque les valeurs morales de son propre père, qui n'a reconnu que les enfants qu'il a eus avec une femme plus aisée. Elle attaque en justice son demi-frère, l'homme politique libéral Hendrik Lodewijk Drucker (en), qui a hérité seul de la fortune de leur père. Elle gagne le procès en 1888, ce qui lui permet d'être indépendante financièrement.
Elle s'implique alors plus activement dans divers cercles de femmes radicales et socialistes, cofondant De Vrouw (« La Femme »), un magazine hebdomadaire à destination des femmes et des jeunes filles. En 1889, elle cofonde l'association féministe Vrije Vrouwen Vereeniging (en) (Association des femmes libres, VVV), qui fusionne au sein de l'association suffragiste Vereeniging voor Vrouwenkiesrecht (en) (Association pour le droit de vote des femmes) à partir de 1894 et dont Annette Versluys-Poelman est présidente jusqu'en 1903. Elle représente la VVV au second congrès de l'Internationale ouvrière à Bruxelles en 1891, où elle s'allie avec des déléguées allemandes, autrichiennes et italiennes pour faire adopter une résolution appelant à la reconnaissance d'une pleine égalité légale et politique des hommes et des femmes,,.
En 1888, Wilhelmina Drucker lance le magazine hebdomadaire De Vrouw, qui s'arrête après quelques mois. En 1893, Wilhelmina Drucker et son bras droit Dora Schook-Haver fondent le magazine hebdomadaire Evolutie (« Évolution »), qui paraît jusqu'en 1926. Au début, elles reçoivent beaucoup de soutien, mais les articles choquants et les polémiques féroces font abandonner de nombreux abonnés. Pourtant, de 1893 à 1926, Evolutie est un véhicule influent pour les idées féministes radicales de Wilhelmina Drucker .
Elle intervient dans de nombreux évènements et mouvements à travers les Pays-Bas, d'abord sur les devoirs des pères célibataires, puis sur la position opprimée des femmes à travers les âges et s'implique notamment auprès de plusieurs syndicats de femmes. Dans ses interventions, elle ne cache pas son dégoût pour l'Église catholique, qui ne l'a pas épargnée durant sa jeunesse d'enfant illégitime. Être une femme combattive, qui s'exprime en public, brise les tabous et lui vaut souvent mépris et moqueries.
L'égalité des sexes dans le mariage et la sexualité est un de ses combats. Elle est profondément émue par le dénuement social des mères célibataires et de leurs enfants, situation qu'elle a vécue personnellement. C'est pourquoi elle lutte contre la distinction entre enfants légitimes et enfants illégitimes, contre l'interdiction de la recherche de paternité, pour le libre accès aux contraceptifs et l'égalité entre les femmes et les hommes dans le mariage. En 1897, elle devient membre de l'association Vereeniging Onderlinge Vrouwenbescherming, qui défend les droits des mères célibataires et de leurs enfants. En 1912, jugeant l'action de cette association trop passive, elle rejoint le Comité voor Moederbescherming en Seksueele Hervorming (Comité pour la protection de la mère et la réforme sexuelle), plus radical.
Wilhelma Drucker estime que la misère de nombreuses femmes provient de leur manque d'indépendance économique. Elle se bat aussi pour des conditions de travail égales pour les deux sexes, contre l'avis des dirigeants socialistes, qui prônent une protection séparée de l'emploi pour les femmes. Ce point de discorde marque la rupture entre le VVV et la Ligue sociale-démocrate (Sociaal Democratische Bond, SDB) qui l'accuse de mener une guerre des sexes par haine des hommes. En 1903, elle cofonde le Wettencomité (Comité législatif),.
Les Pays-Bas adoptent le suffrage des femmes en 1919, Wilhelmina Drucker ne se prononce alors pas pour un parti spécifique et n'intervient pas dans la discussion sur la nécessité de partis séparés pour les femmes. Elle s'exprime en tant que libre penseur à travers son mandat d'administratrice à l'Association des libres penseurs Vrijdenkersvereniging De Dageraad de 1910 à 1919,.
Au début des années 1900, Wilhelmina Drucker devient trésorière du Nationale Vrouwenraad (Conseil national des femmes, NVR). En 1902, elle devient secrétaire du Nationaal Comité inzake Wettelijke regeling van Vrouwenarbeid, Comité national sur la législation du travail des femmes). Elle peut ainsi travailler sur l'indépendance économique des femmes et s'opposer au projet de loi visant à interdire le travail des femmes fonctionnaires mariées.
Pendant la Première Guerre mondiale, elle a une position antimilitariste, ce qui n'empêche pas sa nomination à la présidence du Comité de répartition des femmes institué par arrêté royal. Le Comité, composé de femmes de tous les horizons, est une initiative du VVV pour obtenir le contrôle des femmes sur la distribution de nourriture.
Jusqu'à sa mort le 5 décembre 1925, Wilhelmina Drucker continue de défendre les droits des femmes. On la surnomme « Ijzer Mina » (Mina de fer).

## Postérité

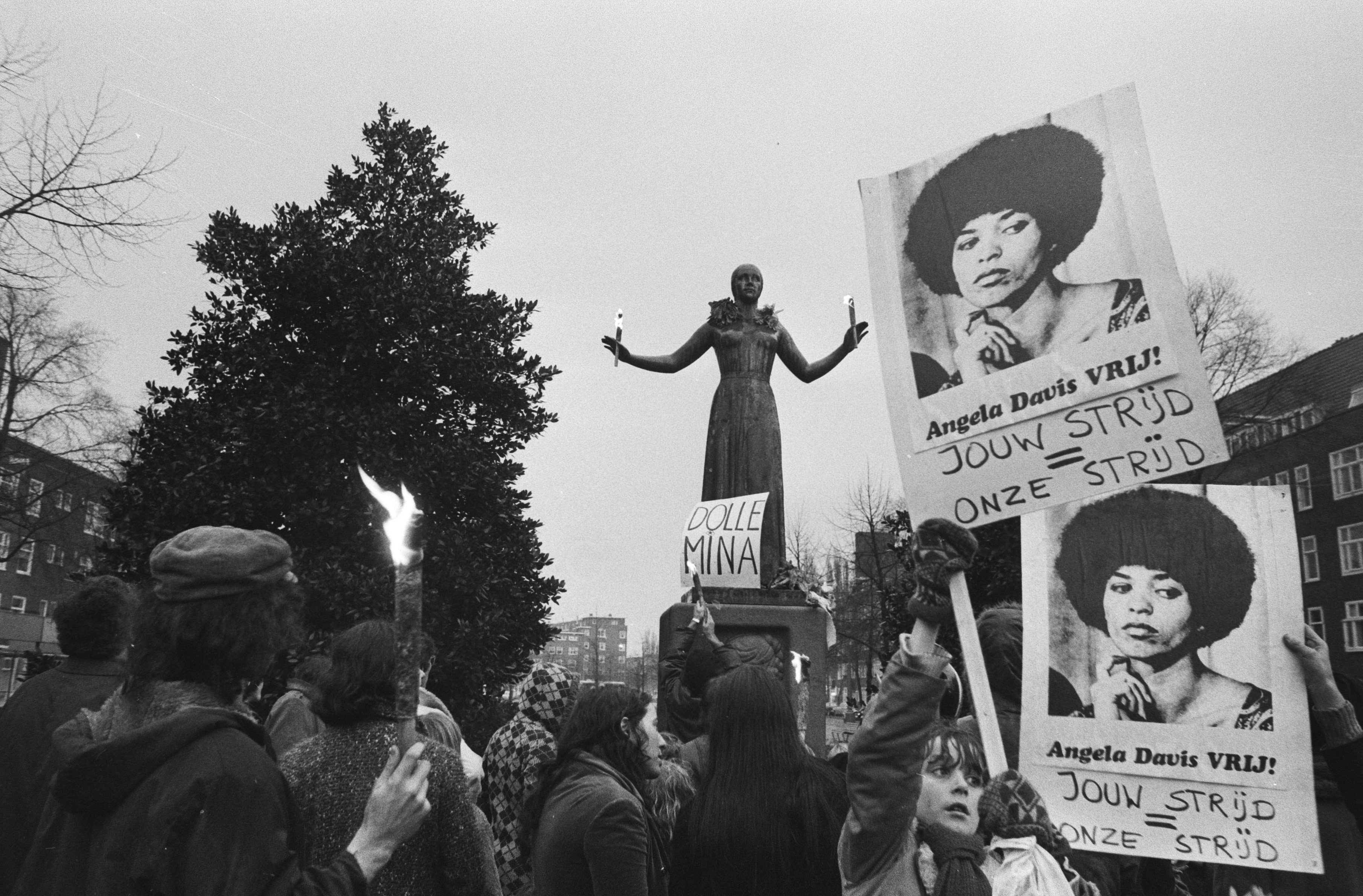
Action du groupe Dolle Mina en 1971 devant la statue de Wilhelmina Drucker à Amsterdam.

Une statue a été érigée en son honneur sur l'avenue Churchill à Amsterdam, avec l'inscription « De vrouw als vrije mensch » (« La femme en tant qu'humain libre ») Son nom a été donné à de nombreuses voies publiques aux Pays-Bas.
Dans les années 1970, le groupe féministe néerlandaise Dolle Mina fait référence à Wilhelmina Drucker dans le choix de son nom et le magazine Libelle crée un prix Wilhelmina Drucker décerné entre 1971 et 1974 à une personne, un groupe ou une institution ayant œuvré en faveur des femmes dans la société néerlandaise.
En 2009, une chaire Wilhelmina Drucker est créée à l'université d'Amsterdam, pour étudier l'histoire politique du genre aux Pays-Bas.

## Publications
En français
- Autour du travail de la femme, 1911

En néerlandais
- (nl) George David, 1885
- (nl) Over vrijen en trouwen, waar velen van houwen, 1905
- (nl) Vrouwenarbeid in het verleden en in het heden, 1906
- (nl) Collectif, Moederschap : sexueele ethiek , 1913
- (nl) Waarom kiezen de vrouwen niet mee?, 1915
- (nl) Collectif, Waarde voorstander(ster), 1916
- (nl) Collectif, Geen blinde volgelingen, 1916
- (nl) De verbetering van het recht der vrouw. Par. 1. De Vrije Vrouwenvereeniging, 1918
- (nl) Avec W. Willink-Altes, Rapport van de Enquête-commissie, ingesteld door het Comité van Actie tegen het ontslag der gehuwde ambtenaressen, 1928
- (nl) Avec Titia van der Tuuk, M. Cohen Tervaert-Israëls, Dr J. Rutgers, G. Kaptein-Muysken, Wilhelmina Drucker, Ch. Carno-Barlen, Est. H. Hartsholt-Zeehandelaar, Martina G. Kramers, C. C. A. De Bruine-Van Dorp, Lodewijk van Mierop, Mr. S. Van Houten, J. C. De Bruijne, Moederschap: sexueele ethiek (fr : Maternité: éthique sexuelle), Brochure publiée par le Comité national pour la protection maternelle et la réforme sexuelle,